# جفری فیلدینگ
جفری فیلدینگ (انگلیسی: Geoffrey Feilding; ۲۱ سپتامبر ۱۸۶۶ – ۲۱ اکتبر ۱۹۳۲) فرد نظامی اهل بریتانیا بود. وی همچنین برندهٔ جوایزی همچون نشان حمام و نشان سلطنتی ویکتوریایی شده‌است.